# 林建南
林建南（1967年7月—），笔名南天浓茶，广东潮阳陈店（今属汕头市潮南区）人，中国作家、书法家。

## 主要作品
1987年开始，林建南作品在中国《对外大传播》杂志、吉林《演讲与口才》杂志、《揭阳文艺》杂志、《榕江》杂志、汕头特区晚报、揭阳日报等刊物发表，参与《文化揭东》等多部地方文献编撰。已出版个人专著有：《思之旅——林建南理论文集》（中国文艺出版社，2009.7）；《乡之情——林建南文学作品选》（中国文艺出版社，2009.7）；《榕之风——林建南诗词集》（中国文艺出版社，2011.4）。小说、散文、小品、赋、楹联多次获奖。2011年，建南创作的短篇小说《阿俊理想国》，参加《小说选刊》杂志社主办的全国小说笔会，获得三等奖，并入选由中国文联出版社出版的《小说选刊首届全国小说笔会获奖作品集》一书。
曾师从广东韩山师专邢凤梧先生、北京李家源先生和揭阳多位书法家学习书法，作品多次参加省、市、县有关展览，书法作品和书法评论多次在《揭阳日报》发表。2012年8月，书法作品获第五届广东省新人新作展优秀奖。

## 任职
为中国楹联学会会员（楹联书法艺术委员会委员，2009）、广东省作家协会会员（2010）、广东省书法家协会会员（2012）、广东省书法评论家协会会员（2012）、广东省群众文化学会会员、广东省楹联学会会员、广东省散文诗学会会员，又任揭阳市作家协会常务理事、市书法家协会会员、市诗社理事、市楹联学会会员、揭阳市文化研究会副主席、揭阳市揭东区文联主席。